# Regione del Simiyu
La regione del Simiyu è una delle 30 regioni amministrative della Tanzania. Il capoluogo della regione è la città di Bariadi. La regione è stata istituita nel marzo 2012, staccando alcune porzioni del territorio della regione di Shinyanga.
Secondo il censimento nazionale del 2012, la regione ha una popolazione di 1.584.157. Nel decennio 2002-2012, la crescita demografica media della regione è stata dell'1,8%, al 23º posto tra le regioni tanzaniane. Per quanto riguarda la densità, si trova al 15º posto, con 63 abitanti per km².

## Distretti
La regione è suddivisa amministrativamente in 5 distretti:
|         | Bariadi   | 422.916 |
| Bussega | 203.597   |         |
| Itilima | 313.900   |         |
| Maswa   | 344.125   |         |
| Meatu   | 299.619   |         |
| Totale  | 1.584.157 |         |